# Lista de jogos mais vendidos para Game Boy Advance

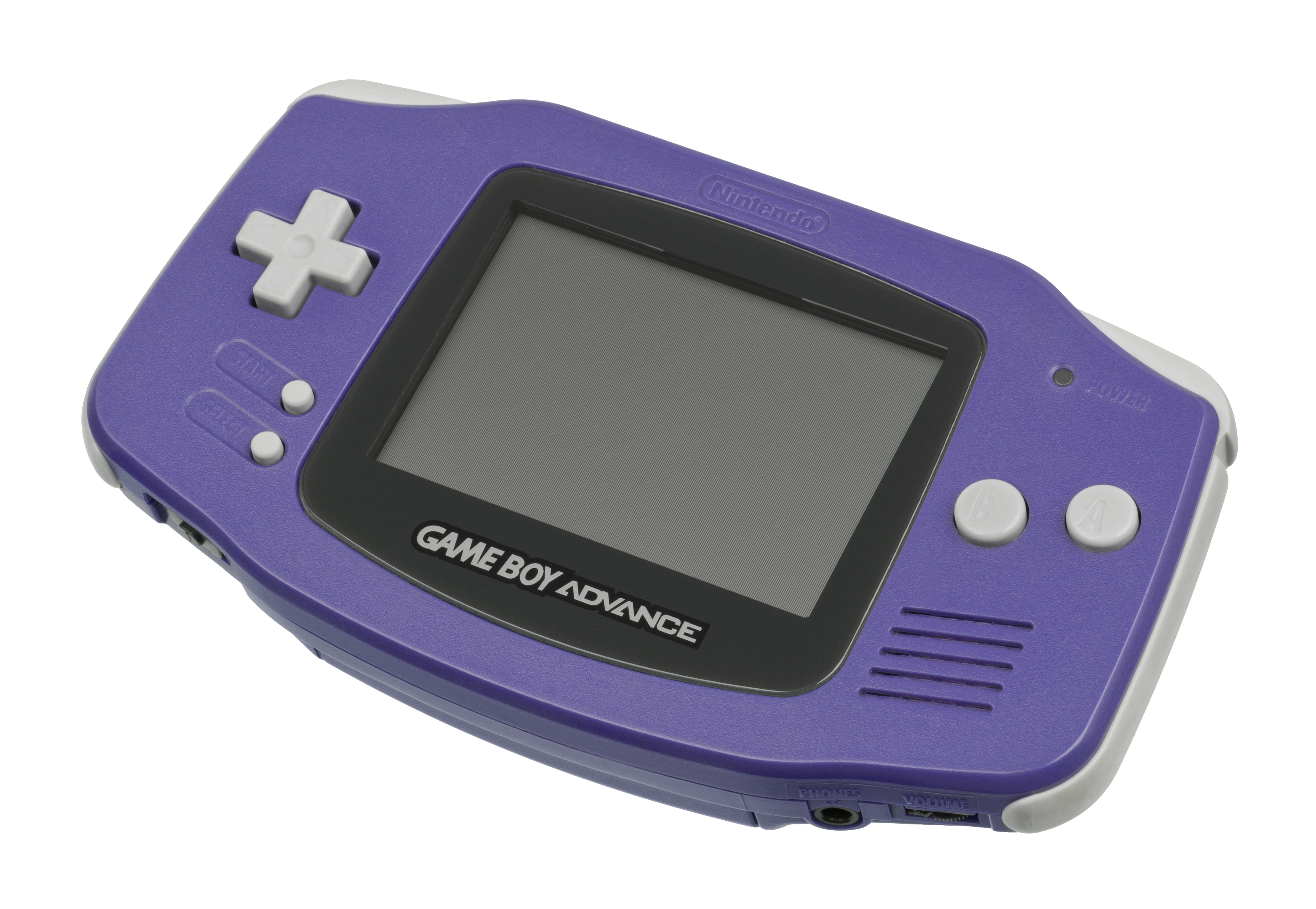
Game Boy Advance (versão índigo)

Esta é uma lista dos jogos eletrônicos mais vendidos para Game Boy Advance. Os dois jogos mais vendidos de todos os tempos nesta plataforma são Pokémon Ruby e Sapphire, lançados no Japão em 21 de novembro de 2002 e que venderam mais de 16 milhões de unidades em todo o mundo. Pokémon FireRed e LeafGreen, que são remakes aprimorados de Pokémon Red, Green e Blue, são os segundos títulos mais vendidos na plataforma, com vendas superiores a 12 milhões de cópias. Pokémon Emerald, a versão aprimorada de Ruby e Sapphire, é o terceiro com vendas de mais de 7 milhões de unidades. Os cinco primeiros da lista são completados por Mario Kart: Super Circuit e Super Mario World: Super Mario Advance 2, cada um dos quais venderam mais de 5,5 milhões de unidades.
Um total de 39 jogos para Game Boy Advance venderam um milhão de unidades ou mais. Desses, onze títulos foram desenvolvidos por divisões internas de desenvolvimento da Nintendo. Além disso, as desenvolvedoras com os títulos mais vendidos incluem Game Freak (três jogos), HAL Laboratory, Intelligent Systems e Flagship (dois jogos cada). A Nintendo publicou 31 desses 39 jogos. Outras editoras com várias entradas de milhões de vendas incluem a The Pokémon Company (cinco jogos), THQ (três jogos), Konami e Namco (dois jogos cada). As franquias mais populares do Game Boy Advance são Pokémon (mais de 39 milhões de unidades combinadas) e Super Mario (16,69 milhões de unidades combinadas).

## Lista
| Pos. | Título                                         | Vendas     | Desenvolvedora(s)                 | Publicadora(s)                         | Lançamento              | Ref.               |
| ---- | ---------------------------------------------- | ---------- | --------------------------------- | -------------------------------------- | ----------------------- | ------------------ |
| 1    | Pokémon Ruby e Sapphire                        | 16.220.000 | Game Freak                        | The Pokémon Company                    | 21 de novembro de 2002  | [ 1 ]              |
| 2    | Pokémon FireRed e LeafGreen                    | 12.000.000 | Game Freak                        | The Pokémon Company                    | 24 de janeiro de 2004   | [ 1 ]              |
| 3    | Pokémon Emerald                                | 7.060.000  | Game Freak                        | The Pokémon Company                    | 16 de setembro de 2004  | [ 4 ]              |
| 4    | Mario Kart: Super Circuit                      | 5.910.000  | Intelligent Systems               | Nintendo                               | 21 de julho de 2001     | [ 3 ]              |
| 5    | Super Mario World: Super Mario Advance 2       | 5.690.000  | Nintendo R&D2                     | Nintendo                               | 14 de dezembro de 2001  | [ 3 ]              |
| 6    | Super Mario Advance                            | 5.570.000  | Nintendo R&D2                     | Nintendo                               | 21 de março de 2001     | [ 5 ]              |
| 7    | Super Mario Advance 4: Super Mario Bros. 3     | 5.430.000  | Nintendo R&D2                     | Nintendo                               | 11 de julho de 2003     | [ 5 ]              |
| 8    | Namco Museum                                   | 2.960.000  | Mass Media Games                  | Namco                                  | 11 de junho de 2001     | [ 6 ]              |
| 9    | Pac-Man Collection                             | 2.940.000  | Mass Media Games                  | Namco                                  | 12 de julho de 2001     | [ 7 ]              |
| 10   | Yoshi's Island: Super Mario Advance 3          | 2.830.000  | Nintendo R&D2                     | Nintendo                               | 23 de setembro de 2002  | [ 5 ]              |
| 11   | The Legend of Zelda: A Link to the Past        | 2.820.000  | Nintendo EAD Flagship             | Nintendo                               | 2 de dezembro de 2002   | [ 5 ]              |
| 12   | Pokémon Mystery Dungeon: Red Rescue Team       | 2.360.000  | Chunsoft                          | The Pokémon Company                    | 17 de novembro de 2005  | [ 5 ]              |
| 13   | NES Classics Series: Super Mario Bros.         | 2.270.000  | Nintendo EAD                      | Nintendo                               | 14 de fevereiro de 2004 | [ 5 ]              |
| 14   | Wario Land 4                                   | 2.200.000  | Nintendo R&D1                     | Nintendo                               | 21 de agosto de 2001    | [ 5 ]              |
| 15   | Mario & Luigi: Superstar Saga                  | 2.150.000  | AlphaDream                        | Nintendo                               | 17 de novembro de 2003  | [ 5 ]              |
| 16   | Kirby: Nightmare in Dream Land                 | 2.100.000  | HAL Laboratory                    | Nintendo                               | 25 de outubro de 2002   | [ 5 ]              |
| 17   | Finding Nemo                                   | 1.840.000  | Vicarious Visions                 | THQ                                    | 10 de maio de 2003      | [ 6 ] [ 8 ] [ 9 ]  |
| 18   | Donkey Kong Country                            | 1.820.000  | Rare                              | Nintendo                               | 6 de junho de 2003      | [ 5 ]              |
| 19   | The Legend of Zelda: The Minish Cap            | 1.760.000  | Flagship                          | Nintendo                               | 4 de novembro de 2004   | [ 5 ]              |
| 20   | Yu-Gi-Oh! The Eternal Duelist Soul             | 1.700.000  | Konami                            | Konami                                 | 5 de julho de 2001      | [ 6 ] [ 8 ]        |
| 21   | Golden Sun                                     | 1.650.000  | Camelot Software Planning         | Nintendo                               | 1 de agosto de 2001     | [ 5 ]              |
| 22   | Final Fantasy Tactics Advance                  | 1.621.000  | Square                            | Nintendo Square                        | 14 de fevereiro de 2003 | [ 5 ] [ 8 ]        |
| 23   | Metroid Fusion                                 | 1.600.000  | Nintendo R&D1                     | Nintendo                               | 17 de novembro de 2002  | [ 5 ]              |
| 24   | Kingdom Hearts: Chain of Memories              | 1.542.000  | Jupiter Square Enix               | Square Enix Disney Interactive Studios | 11 de novembro de 2004  | [ 6 ] [ 8 ]        |
| 25   | Sonic Advance                                  | 1.515.000  | Sonic Team Dimps                  | Sega THQ                               | 20 de dezembro de 2001  | [ 6 ] [ 8 ] [ 10 ] |
| 26   | Kirby & the Amazing Mirror                     | 1.470.000  | HAL Laboratory Flagship           | Nintendo                               | 15 de abril de 2004     | [ 5 ]              |
| 27   | Dragon Ball Z: The Legacy of Goku              | 1.400.000  | Webfoot Technologies              | Infogrames                             | 14 de maio de 2002      | [ 6 ]              |
| 28   | Pokémon Pinball: Ruby & Sapphire               | 1.370.000  | Jupiter                           | The Pokémon Company                    | 1 de agosto de 2003     | [ 5 ]              |
| 29   | Mario vs. Donkey Kong                          | 1.370.000  | Nintendo Software Technology      | Nintendo                               | 24 de maio de 2004      | [ 5 ]              |
| 30   | Mega Man Battle Network 4: Red Sun e Blue Moon | 1.350.000  | Capcom                            | Capcom                                 | 14 de dezembro de 2003  | [ 11 ]             |
| 31   | Frogger's Adventures: Temple of the Frog       | 1.310.000  | Konami                            | Konami                                 | 23 de novembro de 2001  | [ 6 ]              |
| 32   | Spyro: Season of Ice                           | 1.900.000  | Digital Eclipse                   | Universal Interactive                  | 29 de outubro de 2001   | [ 6 ]              |
| 33   | The Incredibles                                | 1.396.000  | Helixe                            | THQ                                    | 1 de novembro de 2004   | [ 6 ] [ 8 ] [ 9 ]  |
| 34   | Harry Potter and the Chamber of Secrets        | 1.200.000  | Eurocom Developments              | Electronic Arts                        | 5 de novembro de 2002   | [ 6 ] [ 10 ]       |
| 35   | Disney Princess                                | 1.170.000  | Vicarious Visions                 | THQ                                    | 2 de abril de 2003      | [ 6 ] [ 10 ]       |
| 36   | Golden Sun: The Lost Age                       | 1.120.000  | Camelot Software Planning         | Nintendo                               | 28 de junho de 2002     | [ 5 ]              |
| 37   | WarioWare, Inc.: Mega Microgames!              | 1.100.000  | Nintendo R&D1                     | Nintendo                               | 21 de março de 2003     | [ 5 ]              |
| 38   | F-Zero: Maximum Velocity                       | 1.050.000  | NDcube                            | Nintendo                               | 21 de março de 2001     | [ 5 ]              |
| 39   | WarioWare: Twisted!                            | 1.000.000  | Nintendo R&D1 Intelligent Systems | Nintendo                               | 14 de outubro de 2004   | [ 12 ]             |